# Donbass (pel·lícula)
Donbass és una pel·lícula dramàtica coproduïda internacionalment el 2018 i dirigida per Serguí Loznítsia. Els tretze segments de la pel·lícula exploren el conflicte de mitjans de la dècada del 2010 entre Ucraïna i la República Popular de Donetsk, amb el suport de Rússia. Es va gravar a Kriví Rih, a 300 km a l'oest de Donetsk.
Va ser seleccionada com a pel·lícula d'obertura a la secció Un Certain Regard del Festival de Canes. Al mateix festival, Loznítsia va guanyar el premi Un Certain Regard al millor director, així com la Piràmide de Plata al 40è Festival Internacional de Cinema del Caire. Va ser seleccionada com a cinta ucraïnesa a la millor pel·lícula en llengua estrangera als 91ns Premis Oscar, però no va ser nominada. Al 49è Festival Internacional de Cinema de l'Índia va rebre el premi Paó d'Or a la millor pel·lícula.
Donbass té una puntuació d'aprovació del 88% a l'agregador de ressenyes Rotten Tomatoes, basada en 43 crítiques, i una puntuació mitjana de 7,3 sobre 10. El consens crític del lloc web afirma: "Brutalment poderosa i filmada de manera brillant, Donbass il·lustra la inhumanitat de l'home amb una eficàcia visceral". També té una puntuació de 74 sobre 100 a Metacritic, basat en set ressenyes, que indica "crítiques generalment favorables".
Ha estat doblada al català.